# Javier Cortés
Javier Cortés Granados (Città del Messico, 20 luglio 1989) è un ex calciatore messicano, di ruolo centrocampista.

## Caratteristiche tecniche
Veloce centrocampista esterno, abbina alle ottime doti offensive una considerevole abilità in copertura, che lo rende un perfetto compagno di fascia nei Pumas di Carlos Orrantia, con il quale si alterna nelle fasi di spinta ed attacco.

## Carriera

### Club
Entrato a 12 anni nelle giovanili dei Pumas, percorre tutte le tappe della crescita con la squadra auriazul sotto la guida di Hugo Sánchez, vincendo il titolo di capocannoniere del torneo apertura 2006 della Tercera División con la squadra riserve. L'occasione dell'esordio in prima squadra arriva il 24 agosto 2008, alla quinta giornata del torneo apertura contro il Pachuca, sostituendo Juan Carlos Cacho al 79º minuto. Non ottiene presenze nel torneo di clausura, ma gioca 5 partite della Concachampions, competizione in cui fa il suo debutto il 16 settembre contro il San Francisco FC subentrando a Juan Francisco Palencia nei minuti di recupero. Nel corso della competizione segna anche il suo primo gol con la prima squadra, all'ultima giornata del girone sempre contro il San Francisco FC, mettendo in rete il gol del 5-0 con un'azione personale dopo essere entrato al posto di Martín Bravo.
Nel corso dell'edizione successiva della Concachampions, disputa la sua prima partita da titolare alla prima giornata contro il Comunicaciones, giocando dal primo minuto anche le due contro il W Connection e l'altra con il Comunicaciones. Nei 14 minuti giocati sostituendo Óscar Rojas contro il Real España segna invece il gol del 4-0 con un tiro da fuori. In campionato ottiene altre 3 presenze dalla panchina: 2 nell'apertura contro Gallos Blancos e Indios e una nel clausura contro l'Estudiantes.
Nella SuperLiga 2010 segna uno degli unici due gol della sua squadra, contro il Morelia, poi diventa una pedina imprescindibile per il gioco dei Pumas, arrivando a giocare tutte e 44 le partite di campionato che l'equipo universitario disputa. Conquista la titolarità alla seconda giornata dell'apertura contro il Santos Laguna, e segna alla giornata successiva nella vittoria interna per 2-0 contro il Cruz Azul il gol della sicurezza all'85º, sfiorando poco dopo la rete in rovesciata. Con le sue ottime prestazioni guadagna la fiducia incondizionata del tecnico Memo Vázquez e la maggior parte delle azioni offensive dei Pumas passano dai suoi piedi, che spesso tirano fuori dal cilindro la giocata spettacolare. Segna un altro gol alla quindicesima giornata contro i Gallos Blancos, non riuscendo però a evitare la sconfitta della propria squadra per 2-1. Gioca i due quarti di finale della Liguilla, in cui i Pumas ribaltano la sconfitta interna per 1-2 andando a vincere 0-2 in casa del Cruz Azul, ma poi non può nulla contro il Monterrey, che si impone per un globale di 2-0 nel doppio confronto in semifinale.
Vince il torneo di clausura giocando 23 partite (l'intero torneo), tutte da titolare, e segnando 5 gol segnati, tra cui quello decisivo nella finale. Alla seconda giornata serve l'assist per il compagno Dante López, che infila Oswaldo Sánchez piegando il Santos Laguna. Alla quarta giornata segna il primo gol del torneo contro il Monterrey, decisivo perché la partita termina 3-2 per i Pumas, colpendo al volo da posizione defilata un lancio di David Cabrera. Due giornate dopo segna in sforbiciata il gol del pareggio casalingo contro i Chivas, per una rete che ai tifosi ricorda quella di Manuel Negrete al mondiale '86 contro la Bulgaria. Altre due partite e va in gol di nuovo, insaccando il 3-1 nella partita vinta contro l'Estudiantes. Alla tredicesima giornata guadagna il rigore con cui i Pumas chiudono la partita contro i Tigres, e due giornate dopo permette a Palencia con un assist di aprire le danze nel 3-0 sui Gallos Blancos. Nella Liguilla, dopo la sconfitta per 3-1 nell'andata dei quarti con il Monterrey, al ritorno è lui a propiziare il gol di Efraín Velarde recuperando un pallone col petto e servendolo al centro per il compagno, ed anche la rete della qualificazione di Luis Fernando Fuentes, che insacca di testa su calcio d'angolo battuto da Cortés. In semifinale la squadra auriazul pareggia in trasferta l'andata contro i Chivas 1-1, sfiorando il vantaggio con Dante López sempre su corner di Cortés, e al ritorno è proprio lui a portare in vantaggio i Pumas con una potente punizione dai 25 metri. Successivamente López assicura il passaggio in finale con il gol del 2-0. L'andata della finale contro il Morelia termina 1-1; al ritorno in una manciata di minuti regala il titolo alla sua squadra, dapprima salvando sulla linea un tiro di Enrique Pérez, poi con un'azione personale al 77ª parte dalla fascia destra, salta in dribbling quattro avversari e conclude in rete con un potente tiro sul quale Federico Vilar nulla può, per il trionfo dei Pumas, che vincono il loro settimo titolo nazionale.
Nel clausura 2012 le sue prestazioni non ripetono i fasti della stagione precedente, e la stessa squadra non sembra girare come in precedenza, non riuscendo nemmeno a qualificarsi per la Liguilla. Cortés trova una buona giocata all'ottava giornata contro i Gallos Blancos, quando effettua il cross che permette a Cacho di portare la squadra in vantaggio di testa, ma poi gli ospiti pareggiano. Serve anche l'assist per Carlos Orrantia alla terzultima giornata contro l'Atlante, che dà la vittoria ai Pumas. Suo è infine l'ultimo gol della squadra nel torneo, segnato all'89º contro il Tijuana e che permette ai Pumas di raggiungere il pareggio in trasferta.

### Nazionale
Il CT Juan Carlos Chávez lo chiama per le partite di qualificazione a Trinidad e Tobago al mondiale under 20 nel 2009. L'esordio con la camiseta tricolor è datato 7 marzo nella sconfitta 0-1 contro la Costa Rica, in cui gioca da titolare e viene sostituito all'intervallo da César Martínez. In seguito entra al 78º della partita contro il Canada al posto di Carlos Alberto Gutiérrez, ma non riesce ad evitare la sconfitta. Il Messico non centra la qualificazione.
Nel 2011 la federazione messicana decide di inviare in Copa América una selezione under 22, ed il CT Luis Fernando Tena lo inserisce tra i convocati, facendolo giocare titolare nell'amichevole non ufficiale contro il Toluca il 27 marzo. Tuttavia, durante il ritiro in Ecuador, viene scoperto nella sua camera d'albergo assieme ad altri sette membri della squadra (tra cui David Cabrera, con lui nei Pumas) in compagnia di alcune prostitute, e per questo i 7 vengono rispediti a casa, con una squalifica dalle partite della nazionale della durata di sei mesi, fino al termine dell'anno, impedendo così a Cortés anche di disputare i Giochi panamericani in ottobre. Terminato il castigo, a gennaio del 2012 viene convocato dal CT José Manuel de la Torre per l'amichevole contro il Venezuela, in cui fa il suo esordio con la maglia del Tri il 25 gennaio, giocando da titolare prima di essere sostituito al 64º da Edgar Andrade.

## Statistiche

### Presenze e reti nei club
Aggiornate al 21 febbraio 2012.
| Stagione  | Squadra | Campionato | Campionato | Campionato | Coppe nazionali | Coppe nazionali | Coppe nazionali | Coppe continentali | Coppe continentali | Coppe continentali | Totale | Totale |
| Stagione  | Squadra | Comp       | Pres       | Reti       | Comp            | Pres            | Reti            | Comp               | Pres               | Reti               | Pres   | Reti   |
| --------- | ------- | ---------- | ---------- | ---------- | --------------- | --------------- | --------------- | ------------------ | ------------------ | ------------------ | ------ | ------ |
| 2007-2008 | Pumas   | LA+SD      | 12+8       | 1+4        | IL              | 0               | 0               | -                  | -                  | -                  | 20     | 5      |
| 2008-2009 | Pumas   | PD+LA+SD   | 1+24+2     | 0+6+0      | -               | -               | -               | CCL                | 4                  | 1                  | 31     | 7      |
| 2009-2010 | Pumas   | PD+LA      | 3+19       | 0+3        | -               | -               | -               | CCL                | 6                  | 1                  | 28     | 4      |
| 2010-2011 | Pumas   | PD         | 44         | 7          | -               | -               | -               | SL                 | 3                  | 1                  | 47     | 8      |
| 2011-2012 | Pumas   | PD         | 24         | 4          | -               | -               | -               | CCL                | 4                  | 0                  | 28     | 4      |
| Totale    | Totale  | Totale     | 137        | 25         |                 | 0               | 0               |                    | 17                 | 3                  | 154    | 28     |

### Cronologia delle presenze in Nazionale
| Cronologia completa delle presenze e delle reti in nazionale ― Messico | Cronologia completa delle presenze e delle reti in nazionale ― Messico | Cronologia completa delle presenze e delle reti in nazionale ― Messico | Cronologia completa delle presenze e delle reti in nazionale ― Messico | Cronologia completa delle presenze e delle reti in nazionale ― Messico | Cronologia completa delle presenze e delle reti in nazionale ― Messico | Cronologia completa delle presenze e delle reti in nazionale ― Messico | Cronologia completa delle presenze e delle reti in nazionale ― Messico |
| Data                                                                   | Città                                                                  | In casa                                                                | Risultato                                                              | Ospiti                                                                 | Competizione                                                           | Reti                                                                   | Note                                                                   |
| ---------------------------------------------------------------------- | ---------------------------------------------------------------------- | ---------------------------------------------------------------------- | ---------------------------------------------------------------------- | ---------------------------------------------------------------------- | ---------------------------------------------------------------------- | ---------------------------------------------------------------------- | ---------------------------------------------------------------------- |
| 25-1-2012                                                              | Houston                                                                | Messico                                                                | 3 – 1                                                                  | Venezuela                                                              | Amichevole                                                             | -                                                                      | 63’                                                                    |
| 17-4-2013                                                              | San Francisco                                                          | Perù                                                                   | 0 – 0                                                                  | Messico                                                                | Amichevole                                                             | -                                                                      | 83’                                                                    |
| Totale                                                                 |                                                                        | Presenze                                                               | 2                                                                      |                                                                        | Reti                                                                   | 0                                                                      |                                                                        |

## Palmarès
- Campionato messicano: 2

Pumas: Clausura 2009, Clausura 2011